# Binbogami!
Binbogami! (貧乏神が！?, Binbō-gami ga!) è un manga giapponese scritto e disegnato da Yoshiaki Sukeno. È stato serializzato dal 4 giugno 2008 al 4 luglio 2013 sulla rivista Jump Square di Shūeisha e in seguito raccolto in 16 volumi tankōbon. In Italia è stato pubblicato dalla J-Pop. Il manga è stato adattato in una serie televisiva anime dallo studio Sunrise nel 2012.

## Trama
Il manga narra la storia di una ragazza, Ichiko Sakura, che ha in sé tutte le doti: è bella, intelligente, fortunata ed ovviamente molto popolare. Ciò perché il naturale ammontare di energia positiva e negativa posseduti da ogni creatura vivente in lei è totalmente sbilanciato a favore di quella positiva, che provoca eventi fortunati; inoltre Ichiko assorbe continuamente energia positiva da ciò che la circonda, provocando un vero e proprio disordine nel bilanciamento dell'energia, cosa che non può lasciare indifferenti le divinità. Perciò per sistemare la situazione viene inviata una dea della sfortuna.

## Personaggi
- Kana Hanazawa: Ichiko Sakura
- Yumi Uchiyama: Momiji
- Haruka Tomatsu: Ranmaru Rindō
- Hiro Shimono: Momoo Inugami
- Kouki Uchiyama: Keita Tsuwabuki
- Yoshihisa Kawahara: Bobby

## Media

### Manga
Il manga di Binbogami è stato scritto e disegnato da Yoshiaki Sukeno e serializzato dal 4 giugno 2008 al 4 luglio 2013 sulla rivista Jump Square della Shūeisha. I capitoli sono stati raccolti in 16 volumi tankōbon pubblicati dal 4 novembre 2008 al 4 settembre 2013.
In Italia la serie è stata pubblicata da Edizioni BD sotto l'etichetta J-Pop dal 26 maggio 2012 al 29 dicembre 2016.

### Anime
Un adattamento anime di Binbogami prodotto dallo studio Sunrise e diretto da Tomoyuki Kawamura e Yoichi Fujita è stato trasmesso dal 5 luglio al 27 settembre 2012 su TV Tokyo, TVA e MBS. La sigla d'apertura è Make my Day! cantata da Piko mentre quella di chiusura è Koi bōdō (恋暴動? lett. "Rivolta d'amore") delle HAPPY BIRTHDAY.

#### Episodi
| Nº | Giapponese 「Kanji」 - Rōmaji | In onda           | In onda |
| Nº | Giapponese 「Kanji」 - Rōmaji | Giapponese        |         |
| 1  | 「神は神でも貧乏神じゃなくて貧乳神の間違いじゃないの?」 - Kami wa kami demo Binbō-gami ja nakute Hinnyū-gami no machigai ja nai no?                                                          | 5 luglio 2012     |         |
| 2  | 「これぞまさに『神と少女の戦いが今、始まる――』って感じネ♥」 - Kore zo masani kami to shōjo no tatakai ga ima, hajimaru... tte kanji ne♥                                                      | 12 luglio 2012    |         |
| 3  | 「お前に命令されるのはなんか腹立つ!!!」「なんかって何!!?」 - Omae ni meirei sareru no wa nanka haratatsu!!! Nankatte nani!!?                                                                 | 19 luglio 2012    |         |
| 4  | 「縮んど～るやな～いか！」 - Chijindōru ya nāi ka! | 26 luglio 2012    |         |
| 5  | 「どっちが貧乳なのかな～? ん? ん!? ん!!?」 - Docchi ga hinnyū nanokana~? Un? Un!? Un!!? | 2 agosto 2012     |         |
| 6  | 「目を開けろぉぉぉぉ!!!!」 - Me o akerooooo!!!! | 9 agosto 2012     |         |
| 7  | 「いわゆる男として育てられちゃったパターン？」 - Iwayuru otoko toshite sodaterarechatta patān?「今日のことは一生忘れねーよ!!」 - Kyō no Koto wa isshō wasurenē yo!!                          | 16 agosto 2012    |         |
| 8  | 「名前で呼んで」 - Namae de yonde | 23 agosto 2012    |         |
| 9  | 「え!!!今さらっと言ったね!?」 - Eh!!! Ima saratto ittane!?「2分でこうなるワケねーだろ!!!!」 - Nifun de kōnaru wake nē daro!!!!                                                               | 30 agosto 2012    |         |
| 10 | 「カボチャ嫌いの子供にカボチャ食べさすためこっそりシチューに混ぜておくみたいなもんですよ」 - Kabochagirai no kodomo ni kabocha tabesasu tame kossori shichū ni mazeteoku mitaina mon desu yo | 6 settembre 2012  |         |
| 11 | 「…誰!?」 - ...dare!? | 13 settembre 2012 |         |
| 12 | 「いつか名前で呼んで」 - Itsuka namae de yonde | 20 settembre 2012 |         |
| 13 | 「それもう答え出てるだろ」 - Sore mō kotae deteru daro | 27 settembre 2012 |         |